# Nikoláj Grigor'evič Sergéev
Nikoláj Grigor'evič Sergéev (in russo Никола́й Григорьевич Серге́ев?, variamente scritto in alfabeto latino come Nicholas o Nikolai Sergeev, Sergueev o Sergueeff ecc.; San Pietroburgo, 15 settembre 1876 – Nizza, 23 giugno 1951) è stato un ballerino, coreografo e insegnante russo e direttore del Balletto Imperiale al Teatro Mariinskij di San Pietroburgo. Fuggì dalla Russia nel 1919 e trascorse il resto della sua vita in Occidente, producendo balletti per molte delle principali compagnie occidentali dell'epoca. È ricordato per aver preservato quella che oggi viene chiamata la "Collezione Sergéev" per le generazioni future.

## Biografia
Sergéev nacque il 15 settembre 1876 a San Pietroburgo. Accettato per la formazione dalla Scuola di Ballo Imperiale, si diplomò ed entrò nella compagnia nel 1894. Fu promosso solista e régisseur nel 1904 e régisseur-général nel 1914. Fu quindi l'ultimo régisseur-général del Balletto Imperiale.
Nel 1919 lui e sua moglie fuggirono dalla Russia, così come molti professionisti del balletto russi dopo la Rivoluzione bolscevica. Fu un viaggio rischioso e l'ultima tappa fu da Riga su una nave da guerra britannica. Non fu l'unico che la Royal Navy aiutò a fuggire. Tamara Karsavina fuggì da Murmansk con suo marito, il diplomatico britannico Henry James Bruce, con l'aiuto dei marinai di un incrociatore britannico di stanza nel Mar Bianco e Matil'da Kšesinskaja fuggì dal porto di Novorossijsk sul Mar Nero con il suo amante e futuro marito , il Granduca Andrej Vladimirovič Romanov, con l'aiuto di marinai in una base britannica locale. Non per niente la Russia sovietica definì “interventisti stranieri” gli inglesi e le altre nazioni che interferirono nella Guerra civile russa.
Sergéev portò con sé le incisioni delle coreografie di Marius Petipa e Lev Ivanov di circa 20 balletti classici nella notazione Stepanov, quella che oggi è conosciuta come la Collezione Sergéev, temendo che queste inestimabili registrazioni andassero perse per i posteri nello sconvolgimento della rivoluzione bolscevica e della guerra civile che seguì. Usò queste registrazioni nel suo successivo impiego presso molte delle principali compagnie di balletto occidentali dell'epoca e dopo la sua morte finirono per essere ospitati presso la Harvard University Library Theatre Collection.

## Parigi e Djagilev
Nel 1921 conobbe Sergej Djagilev a Parigi. Naturalmente aveva conosciuto Djagilev a San Pietroburgo quando entrambi lavoravano per il Balletto Imperiale. Djagilev lo assunse per la sua compagnia dei suoi Ballets Russes e lo portò a Londra per riprodurre nella sua forma originale il balletto La principessa addormentata (ora noto come La bella addormentata) per la sua disastrosa stagione finanziaria del 1921 all'Alhambra Theatre.
Dopo disaccordi con Djagilev andò a Riga come direttore del Balletto Nazionale Lettone dell'Opera. Fondò anche la sua compagnia e produsse l'atto IV de La Bayadère, La fille mal gardée e Paquita, tutti dalle sue notazioni Mariinskij.
Nel 1925 la prima ballerina russa emigrata Ol'ga Spesivceva lo assunse per produrre Giselle per lei all'Opera di Parigi. Questo fu un enorme successo e gli valse la medaglia dell'Académie Nationale de Musique et la Danse.
Tornato a Riga trovò la sua compagnia di balletto in difficoltà finanziarie, così entrò nella neonata Compagnia dell'Opera Russa come maestro di ballo. La compagnia fece un tour mondiale producendo estratti di balletti classici e intermezzi d'opera. Nel 1934 questa compagnia fu sciolta e Sergéev andò a Londra. Produsse Giselle prima per la Camargo Society e poi per la Vic-Wells Company, con Spesivceva, Markova e Dolin che danzavano nei ruoli principali in alcune delle esibizioni. Rimase con i Vic-Wells per produrre Il lago dei cigni, Coppélia e Casse Noisette e poi la produzione del 1939 de La bella addormentata. Fu maestro di balletto per i Vic-Wells dal 1937 al 1942, quando gli subentrò Vera Volkova.
Allo stesso tempo lavorò per l'International Ballet, la neonata compagnia itinerante formata da Mona Inglesby nel 1941. Quando lasciò il Sadler's Wells entrò nell'International Ballet, come maestro di ballo e direttore della International Ballet School a Queensberry Mews, South Kensington. Non ebbe mai un contratto formale, ma era un accordo che si adattava ammirevolmente a entrambe le parti e rimase con l'International Ballet per il resto della sua vita. Aveva una nuova compagnia di giovani ballerini da addestrare e provare nelle tradizioni del Mariinskij e un giovane regista che credeva nei suoi metodi. Inglesby aveva l'unica persona al mondo al di fuori della Russia sovietica in grado di produrre i balletti classici nelle loro forme originali Petipa/Ivanov, che è ciò che voleva che la sua compagnia facesse. Tra il 1942 e il 1948 ha ricreato produzioni integrali dei classici Giselle, Coppelia, La principessa addormentata e Il lago dei cigni, nonché alcuni balletti più brevi e alcuni brevi estratti dai classici.
Lavorò con l'International Ballet fino a quando la sua salute iniziò a peggiorare. Morì a Nizza il 23 giugno 1951 all'età di 74 anni.